# Métrica (matemática)
Em Matemática, métrica é um conceito que generaliza a ideia geométrica de distância. Um conjunto em que há uma métrica definida recebe o nome de espaço métrico.

## Definição
Dado um conjunto {\displaystyle \mathbb {S} }, uma métrica em {\displaystyle \mathbb {S} } é uma função
{\displaystyle d:\mathbb {S} \times \mathbb {S} \to \mathbb {R} }
que possui as seguintes propriedades:
- É positivamente definida, ou seja, é tal que

{\displaystyle d(x,y)\geq 0}
para todos os {\displaystyle x,y\in \mathbb {S} }.
- É simétrica, ou seja, é tal que

{\displaystyle d(x,y)=d(y,x)\,}
para todos os elementos {\displaystyle x,y} de {\displaystyle \mathbb {S} }.
- Obedece a desigualdade triangular; para todos os {\displaystyle x,y,z} elementos de {\displaystyle \mathbb {S} }, {\displaystyle d} satisfaz

{\displaystyle d(x,z)\leq d(x,y)+d(y,z).}
- É nula apenas para pontos coincidentes. Ou seja,

{\displaystyle d(x,y)=0\iff x=y.}
No âmbito da relatividade, ao espaço-tempo está associada uma pseudométrica, já que para dois pontos diferentes o quadrado da "distância" (aqui entendida como o comprimento da geodésica entre dois pontos distintos) pode ser zero para pontos distintos e mesmo negativa.

### Exemplos
No conjunto dos números reais, a métrica usual é dada por:

Uma forma de medir distâncias

- {\displaystyle d(x,y)=|x-y|\,}

No conjunto {\displaystyle \mathbb {R} ^{n}} várias métricas podem ser definidas, por exemplo:
- {\displaystyle d(x,y)={\sqrt[{p}]{\sum _{i=1}^{n}|x_{i}-y_{i}|^{p}}}}
- {\displaystyle d(x,y)=max|x_{i}-y_{i}|\,}

No conjunto das funções contínuas no intervalo {\displaystyle [a,b]}, {\displaystyle C^{0}[a,b]}:
- {\displaystyle d(f,g)=\sup _{x\in [a,b]}|f(x)-g(x)|}
- {\displaystyle d(f,g)=\int _{a}^{b}|f(x)-g(x)|}

Em um conjunto {\displaystyle \mathbb {S} } qualquer, a métrica discreta:
- {\displaystyle d(x,y)=\left\{{\begin{array}{ll}0,&x=y\\1,&x\neq y\end{array}}\right.}

## Bolas
As bolas abertas de raio {\displaystyle r} e centro {\displaystyle x} em um espaço métrico {\displaystyle \mathbb {S} } são denotadas por:
{\displaystyle B(x,r)=\left\{y\in \mathbb {S} :d(x,y)<r\right\}.}
Analogamente, as bolas fechadas de raio {\displaystyle r} e centro {\displaystyle x} em um espaço métrico {\displaystyle \mathbb {S} } são denotadas por:
{\displaystyle {\bar {B}}(x,r)=\left\{y\in \mathbb {S} :d(x,y)\leq r\right\}.}

## Métrica induzida por uma norma
Seja {\displaystyle \|.\|} uma norma em um espaço {\displaystyle \mathbb {S} }, então pode-se definir uma métrica neste espaço por:
{\displaystyle d(x,y)=\|x-y\|}
Os axiomas da métrica serão automaticamente satisfeitos.

## Topologia induzida por uma métrica

O Burtyka dezoito poliedro em matemática.

A todo espaço métrico está associado, de forma canônica, um espaço topológico. Este espaço pode ser definido de várias maneiras equivalentes.
Seja {\displaystyle \tau _{d}\subset \wp (\mathbb {S} )} o conjunto
{\displaystyle \tau _{d}=\left\{A\subset \mathbb {S} \mid \forall x\in A,\,\exists r>0{\text{ tal que }}B(x,r)\subset A\right\}.}
Em outras palavras, todo elemento A de  taud  é um subconjunto de S em que cada elemento {\displaystyle x\in A\,} é também elemento de uma bola aberta B que é subconjunto de A: {\displaystyle x\in B\subseteq A\subseteq S\,}.
Verifica-se facilmente que {\displaystyle \tau _{d}} é uma topologia sobre {\displaystyle \mathbb {S} }. Essa é a topologia induzida por {\displaystyle d} sobre {\displaystyle \mathbb {S} }.
Note que o conjunto de todas as bolas abertas de {\displaystyle \mathbb {S} } forma uma base para a topologia {\displaystyle \tau _{d}}.
Por exemplo, a métrica discreta induz a topologia discreta.

## Limitação
Um conjunto é dito limitado se estiver contido em uma bola de raio finito.

## Convergência
Uma seqüência {\displaystyle \left\{x_{n}\right\}_{n=1}^{\infty }} é dita convergente para uma ponto {\displaystyle x} se:
{\displaystyle \lim _{n\to \infty }d(x_{n},x)=0}
Uma seqüência é dita de Cauchy se:
{\displaystyle \lim _{n,m\to \infty }d(x_{n},x_{m})=0}

## Completeza
Um espaço métrico é dito completo se toda seqüência de Cauchy é convergente.
Todo espaço métrico admite um completamento, veja espaço completo.

## Métricas equivalentes
Dadas as métricas {\displaystyle d_{1}}e {\displaystyle d_{2}}no mesmo conjunto {\displaystyle M}, escreveremos, por simplicidade, {\displaystyle M_{1}=(M,d_{1})}, {\displaystyle M_{2}=(M,d_{2})}, {\displaystyle B_{1}(a;r)}igual a bola de centro a e raio r segundo a métrica {\displaystyle d_{1}}. Usaremos os índices 1 e 2 para distinguir objetos definidos com auxílio das métricas {\displaystyle d_{1}}ou {\displaystyle d_{2}}respectivamente.  
Consideremos que {\displaystyle d_{1}}é mais fina que {\displaystyle d_{2}}, e escreveremos {\displaystyle d_{1}\prec d_{2}}, quando a aplicação identidade {\displaystyle i_{12}:M_{1}\rightarrow M_{2}} for contínua. Como {\displaystyle i_{12}(x)=x}para todo {\displaystyle x\in M}, a definição de continuidade apresenta a seguinte condição necessária e suficiente para que {\displaystyle d_{1}}seja mais fina que {\displaystyle d_{2}}: para todo {\displaystyle a\in M}e todo {\displaystyle \epsilon >0}, existe {\displaystyle \delta >0}tal que {\displaystyle B_{1}(a;\delta )\subset {\displaystyle B_{2}(a;\epsilon )}}. Ou seja, {\displaystyle d_{1}\prec d_{2}\Leftrightarrow toda\;bola\;aberta\;segundo\;d_{2}\;contem\;uma\;bola\;aberta\;de\;mesmo\;centro\;segundo\;d_{1}.}
Exemplos: 
- Seja {\displaystyle d_{1}}uma métrica discreta. Se o espaço métrico {\displaystyle (M,d_{1})}é discreto, então {\displaystyle d_{1}}é mais fina do que qualquer outra métrica discreta {\displaystyle d_{2}}em {\displaystyle M}. Por outro lado, se {\displaystyle d_{2}}for mais fina do que a métrica discreta {\displaystyle d_{1}}então, para todo {\displaystyle a\in M}, existe uma bola {\displaystyle {\displaystyle B_{2}(a;\delta )}}contida na bola {\displaystyle \{a\}=B_{1}(a;\epsilon )}. Logo {\displaystyle {\displaystyle B_{2}(a;\delta )}=\{a\}}e portanto {\displaystyle d_{2}}também é discreta.
- Se existir uma constante {\displaystyle c>0}tal que {\displaystyle d_{2}(x,y)\leq c.d_{1}(x,y)}para quaisquer {\displaystyle x,y\in M}, então {\displaystyle d_{1}}mais fina do que {\displaystyle d_{2}}.

---Proposição: Sejam {\displaystyle M_{1}=(M,d_{1})} e {\displaystyle M_{2}=(M,d_{2})} espaços métricos sobre o mesmo conjunto {\displaystyle M}. As seguintes afirmações são equivalentes: 
1. {\displaystyle d_{1}\prec d_{2}}, quando a aplicação identidade {\displaystyle i_{12}:M_{1}\rightarrow M_{2}} for contínua;
2. Para todo espaço métrico {\displaystyle N}, {\displaystyle f:M_{2}\rightarrow N}contínua {\displaystyle \Rightarrow {\displaystyle f:M_{1}\rightarrow N}}contínua, ou seja, toda aplicação contínua segundo {\displaystyle d_{2}}é contínua segundo {\displaystyle d_{1}};
3. Se {\displaystyle f:M_{2}\rightarrow \mathbb {R} }é contínua então {\displaystyle f:M_{1}\rightarrow \mathbb {R} }é contínua;
4. Para todo {\displaystyle a\in M}, a função {\displaystyle d_{2a}:M_{1}\rightarrow \mathbb {R} }, definida por {\displaystyle d_{2a}(x)=d_{2}(a,x)}é contínua no ponto {\displaystyle a\in M};
5. Toda bola aberta segundo {\displaystyle d_{2}}contém uma bola aberta de mesmo centro segundo {\displaystyle d_{1}};
6. A função {\displaystyle d_{2}:M_{1}}x  {\displaystyle M_{1}\rightarrow \mathbb {R} } é contínua.

---Proposição: A aplicação injetiva {\displaystyle f:(M,d_{M})\rightarrow (N,d_{N})}é contínua se, e somente se, a métrica {\displaystyle d_{M}}é mais fina do que a métrica {\displaystyle d_{1}}, induzida em {\displaystyle M} por {\displaystyle f}.
Exemplos:
- Como {\displaystyle f:(0,2\pi )\rightarrow S^{1}}, dada por {\displaystyle f(t)=(cos(t),sen(t))}, é uma bijeção contínua, segue- se que a métrica {\displaystyle d(x,y)=|x-y|}em {\displaystyle [0,2\pi )}é mais fina do que a métrica {\displaystyle d_{1}(x,y)={\sqrt {(cosx-cosy)^{2}+(senx-seny)^{2}}}}, induzida por {\displaystyle f}.

---Definição: Duas métricas {\displaystyle d_{1}}e {\displaystyle d_{2}}num espaço {\displaystyle M}chamam- se {\displaystyle equivalentes}quando cada uma delas é mais fina do que a outra, isto é, quando a aplicação identidade {\displaystyle i_{12}:(M,d_{1})\rightarrow (M,d_{2})}é homeomorfismo. Denotamos por {\displaystyle d_{1}\sim d_{2}}. A relação {\displaystyle d_{1}\sim d_{2}}é reflexiva, simétrica e transitiva.
Exemplo: Duas métricas discretas no mesmo espaço são sempre equivalentes. Se {\displaystyle d_{1}\sim d_{2}}e {\displaystyle d_{1}}é discreta, então {\displaystyle d_{2}}é discreta.
---Definição: A fim de que se tenha {\displaystyle d_{1}\sim d_{2}} em {\displaystyle M}, é necessário e suficiente que qualquer bola aberta em relação a uma dessas métricas contenha uma bola aberta de mesmo centro em relação à outra.
Exemplos:
- As métricas {\displaystyle d,d'\;e\;d''}no plano {\displaystyle \mathbb {R^{2}} }são equivalentes, pois todo disco contém um quadrado com diagonais paralelas aos eixos, o qual contém um quadrado de lados paralelos aos eixos e este, por sua vez, contém um disco, todas essas figuras com o mesmo centro.
- Se existirem constantes {\displaystyle \alpha >0\;e\;\beta >0}tais que {\displaystyle \alpha .d_{1}(x,y)\leq d_{2}(x,y)\leq \beta .d_{1}(x,y)}para quaisquer {\displaystyle x,y\in M}, então as métricas {\displaystyle d_{1}}e {\displaystyle d_{2}}são equivalentes pois a aplicação identidade  {\displaystyle i_{12}:(M,d_{1})\rightarrow (M,d_{2})}e sua inversa  {\displaystyle i_{21}:(M,d_{2})\rightarrow (M,d_{1})}são, neste caso, ambas lipschitzianas. Assim, por exemplo, no produto cartesiano {\displaystyle M=M_{1}}x ... x {\displaystyle M_{n}}, as métricas {\displaystyle d,d'\;e\;d''}são equivalentes, pois cumprem {\displaystyle d''\leq d\leq d'\leq n.d''}. Em particular, no espaço {\displaystyle \mathbb {R^{n}} }, as métricas {\displaystyle d(x,y)={\sqrt {\sum (x_{i}-y_{i})^{2}}}}, {\displaystyle d'(x,y)=\sum |x_{i}-y_{i}|}e {\displaystyle d''(x,y)=max|x_{i}-y_{i}|}são equivalentes.
- Seja {\displaystyle d'}uma métrica em {\displaystyle M}. Pondo {\displaystyle d_{1}(x,y)=d(x,y)/[1+d(x,y)]}e {\displaystyle d_{2}(x,y)=min\{1,d(x,y)\}}obtêm- se métricas em {\displaystyle M}. Afirmamos que {\displaystyle d_{1}}e {\displaystyle d_{2}}são ambas equivalentes a {\displaystyle d.}Em particular, vemos que toda métrica é equivalente a alguma métrica limitada, pois {\displaystyle d_{1}(x,y)\leq 1}e {\displaystyle d_{2}(x,y)\leq 1}.

---Proposição: A bijeção {\displaystyle f:(M,d_{M})\rightarrow (N,d_{N})}é um homeomorfismo se, e somente se, a métrica {\displaystyle d_{M}}é equivalente à métrica {\displaystyle d_{1}}, induzida em {\displaystyle M}por {\displaystyle f}.
---Corolário: A aplicação {\displaystyle f:(M,d_{1})\rightarrow (M,d_{2})}é contínua se, e somente se , a métrica {\displaystyle d_{f}:M} x  {\displaystyle M\rightarrow \mathbb {R} }, definida por {\displaystyle d_{f}(x,y)=d(x,y)+d_{1}(f(x),f(y))}é equivalente a {\displaystyle d}. Em particular, se {\displaystyle f:(M,d)\rightarrow \mathbb {R} }é contínua, então a métrica {\displaystyle d_{f}(x,y)=d(x,y)+|f(x)-f(y)|}é equivalente a {\displaystyle d.}
---Proposição: Sejam {\displaystyle M_{1}=(M,d_{1})} e {\displaystyle M_{2}=(M,d_{2})}. As seguintes afirmações são equivalentes:
1. {\displaystyle d_{1}\sim d_{2}}.
2. Uma aplicação {\displaystyle f:M\rightarrow N}é contínua segundo {\displaystyle d_{1}}se, e somente se , é contínua segundo {\displaystyle d_{2}}.
3. Uma função real {\displaystyle f:M\rightarrow N}é contínua segundo {\displaystyle d_{1}}se, e somente se , é contínua segundo {\displaystyle d_{2}}.
4. Para todo {\displaystyle a\in M}, as funções {\displaystyle d_{1a}:M_{2}\rightarrow \mathbb {R} \;e\;d_{2a}:M_{1}\rightarrow \mathbb {R} }, dadas por {\displaystyle d_{1a}(x)=d_{1}(a,x)\;e\;d_{2a}(x)=d_{2}(a,x)}, são contínuas no ponto {\displaystyle a.}
5. Toda bola aberta segundo uma dessas métricas contém uma bola aberta de mesmo centro segundo  a outra.
6. As funções {\displaystyle d_{1}:M_{2}}x {\displaystyle M_{2}\rightarrow \mathbb {R} }e {\displaystyle d_{2}:M_{1}}x {\displaystyle M_{1}\rightarrow \mathbb {R} }são contínuas.

Em tese:
- Duas métricas, {\displaystyle d_{1}} e {\displaystyle d_{2}}, sobre o mesmo espaço métrico são ditas equivalentes se induzirem a mesma topologia.
- Duas métricas, {\displaystyle d_{1}} e {\displaystyle d_{2}}, sobre o mesmo espaço métrico são ditas uniformemente equivalentes se existirem duas constantes positivas, {\displaystyle C_{1}} e {\displaystyle C_{2}} tais que:

{\displaystyle C_{1}d_{1}(x,y)\leq d_{2}(x,y)\leq C_{2}d_{1}(x,y)}
Obs.: Métricas uniformemente equivalentes são equivalentes.

### Referência
- Lima, Elon Lages (2017). Espaços métricos. Col: Coleção Projeto Euclides 5ª ed.,  3ª impressão. [S.l.]: IMPA. 336 páginas